# Montañas Shaluli
Las montañas Shaluli (en chino: 沙鲁里山; pinyin: Shālǔlǐ Shān), conocidas en tibetano como Powor Gang, son una gran cadena montañosa en el oeste de China, entre los ríos Alto Yangtsé (Jinsha) y Yalong. Es una de las cordilleras principales del grupo de montañas Hengduan. Los Montes Shaluli se extienden más de 500 km desde el condado de Dege (Sichuan) en el norte hasta el condado de Shangri-La (Yunnan) en el sur. El pico más alto de la cordillera es el macizo de Ge'nyen, con 6.204 metros sobre el nivel del mar. Otras subcadenas de la cordillera de Shaluli son los montes Chola, al norte, los montes Zhaga, al este, el macizo de Yading, al sur, y la montaña de nieve Haba, en el extremo sur de la cordillera.
Las montañas Shaluli fueron históricamente parte de la región de Kham en el Tíbet y ahora se administran principalmente como parte de la prefectura de Garze en la actual provincia de Sichuan. Litang es el principal centro de población de esta región montañosa.
Los principales picos de la cordillera fuera de las montañas Chola incluyen:
- Ge'nyen  6,204 m
- Yangmolong  6,060 m
- Chenresig  6,032 m
- Chana Dorje  5,958 m
- Jampelyang  5,958 m
- Xiashe   5,833 m
- Garrapunsum  5,812 m
- Montaña nevada de Haba  5,396 m